# Commando parachutiste de l'air no 30
Le commando parachutiste de l'air no 30 (CPA 30) est une unité commando de l’Armée de l’air spécialisée dans les missions de Recherche et de sauvetage au combat (RESCo) et d’appui aérien. En juillet 2019, l'état-major des Armées (EMA) décide d'intégrer le CPA 30 dans les forces spéciales de l’Armée de l’air (FSA). Le CPA 30 devient alors une unité d'appui aux opérations spéciales en conservant sa mission RESCo. L'unité est actuellement en phase de montée en puissance capacitaire.
Stationné sur la base aérienne 123 d'Orléans, dans le département du Loiret, le CPA 30 compte environ 200 personnels.

## Historique
Sous l'impulsion du général de Maricourt, les Commandos Parachutistes de l’Air voient le jour en 1956 pendant la guerre d’Algérie. Leur naissance est officialisée le 3 mars 1956 par un message de l’État-major de l’armée de l’air (message n°5437) à destination des 5 régions aériennes (Metz, Villacoublay, Bordeaux, Aix en Provence et Alger) qui décide la constitution d’un Commando de l’air en Afrique du Nord. Les cinq Commandos parachutistes de l’air (CPA) sont fédérés autour d’un Groupement de Commandos parachutistes de l’air (GCPA) le 1er mai 1957.
Le CPA 30/541 est créé le 25 juillet 1956. Le commandement de l'unité est confié au capitaine Turk. Il est composé en grande majorité d’engagés volontaires. Le recrutement se fait à partir des bases aériennes françaises implantées au Maroc, en Algérie et en Tunisie. L’effectif du CPA 30/541 est de 102 hommes (5 officiers, 22 sous-officiers et 75 militaire du rang) comme les autres CPA. L’unité est divisée en 4 sections (dont une section "lourde" avec mortier et canon sans recul). Comme les autres CPA, le CPA 30 est engagé dès 1956 et jusqu’en 1961 en Algérie dans des opérations dans la profondeur. Durant cette période, les CPA développent des savoir-faire qui dessinent leur ADN : le combat commando, la recherche du renseignement, le guidage des aéronefs en appui des troupes au sol, le tir de précision à bord d’hélicoptères… C’est  durant cette période que les CPA se hissent parmi les unités d’élite de l’armée française. Pendant les 6 années de combat en Algérie, les CPA participent à 792 opérations, dont un grand nombre d’opérations héliportées. Durant la guerre d’Algérie, les CPA perdent 78 hommes au combat (15 commandos du CPA30). Le premier mort au combat du CPA30 est le sergent De Roquigny (en décembre 1956).

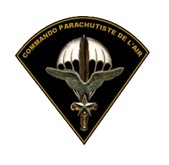
Brevet militaire de Commando parachutiste de l'air

La participation des CPA au putsch d'Alger, en 1961, entraîne leur dissolution.
Le Commando de l’air n°30 (CA 30) est créé le 1er février 1994 à Bordeaux-Mérignac. Le commandement de la Région aérienne Atlantique se dote ainsi d’une unité d’intervention spécialisée dans la protection défense des points sensibles Air qui lui sont rattachées. Le 7 mai 1996, l’unité reçoit son fanion de tradition au cours d’une cérémonie dans les jardins du château Dulamon à Blanquefort. Le 1er septembre 1999, le CA 30 reprend son appellation historique CPA 30 et reçoit son fanion le 1er octobre de la même année.
En 2019, l'unité rejoint les FSA et subit une transformation complète devant aboutir en 2023, en rapport avec ses nouvelles attributions.
En 2022, le CPA 30.566 est officiellement redésigné CPA 30, abandonnant le code mécanographique.

## Missions
Le CPA 30 était, jusqu'en 2019, une unité spécialisée dans l’intégration des moyens aériens (Air Surface Integration) dans les opérations. Les deux missions phares de l'unité sont :
- La Récupération de personnel isolé (RPI), dont la Recherche et sauvetage au combat (RESCo) ou Combat Search And Rescue (CSAR). Mais aussi la Recherche et Sauvetage Aérolargué (RESAL) avec des chuteurs opérationnels.
- L’appui aérien centré sur le feu (Close Air Support et Ground Assisted Air Interdiction), l’aéromobilité et le renseignement

Pour remplir ses missions, le CPA 30 est organisé autour de 8 groupes spécialisés disposant d'un panel de capacités spécifiques dont :
- L’insertion, l’infiltration, l’exfiltration et la récupération par voies terrestres et aériennes (aérotransport, aérolargage, aérocordage)
- L’appui aérien centré sur le feu (Tactical Air Control Party), le renseignement et l’aéromobilité (Reconnaissance de terrain de poser sommaire)
- Le tir de précision à longue distance : Tireurs d’élite longue distance (TELD)
- Le tir de précision depuis une plateforme aérienne : Tireur embarqué appui feu air sol (TEAFAS)
- La collecte du renseignement d’origine humaine (ROHUM) et d’origine image (ROIM)* L’Aide à la recherche et à la détection d’explosifs (ARDE) à partir d’équipes cynophiles
- Les transmissions et les systèmes d’information et de communication (SIC)
- L’armement de structures de commandement dédiées aux missions de RESCo et d’appui aérien

Depuis son intégration au COS, le CPA 30 a vocation à apporter, en plus de la RESCo dont l'unité reste référente, des capacités d’appui spécialisé au profit des opérations spéciales :
- Drones tactiques
- Renseignement notamment la Recherche Humaine Intermédiaire
- Transmissions, en PC ou en Cellule de mise en œuvre (CelMo)[4]
- Appui Électronique[5]
- Explosive and Ordnance Disposal (EOD)
- Nucléaire Radiologique Biologique et Chimique
- Cynotechnique

Ces capacités sont déployées au travers de MOdules Spécialisés d'Appui et d'Intégration des capteurs (MOSAIC),.

## Engagements
- 1998 (Ex-Yougoslavie, opération Salamandre) : déploiement d’un plot RESCo (Recherche et sauvetage au combat) du CPA30 à Brindisi en Italie
- 1999 (Kosovo, opération « Trident ») : le CPA 30 déploie un plot RESCo à Skopje, en Macédoine.

- 2002-2014 (Afghanistan, opérations « Pamir » et « Arès ») : le CPA 30 est engagé dans le cadre de la Force internationale d’assistance et de sécurité (FIAS) pour lutter contre l’organisation terroriste Al-Qaïda et le mouvement armé des Talibans. Au sein d’un cadre interarmées et interalliés, sous l’égide de l’OTAN, les commandos du CPA 30 assurent des missions spécialisées. Dans le cadre de l’opération « Arès », les équipes cynophiles du CPA 30 mettent en œuvre la capacité de Fouille opérationnelle spécialisée (FOS) permettant de détecter la présence d’engins explosifs improvisés. Le CPA 30 mènent également des missions de Personnel recovery (PR) et d’appui aérien rapproché (Close Air Support) dans le cadre de l’opération « Pamir ». Le CPA 30 obtient deux citations à l’ordre de l’armée aérienne pour son engagement en Afghanistan, et se voit décerner la croix de la valeur militaire avec palme de bronze en 2013.

- 2003 (Ouganda, opération « Artémis ») : l’alerte « RAPACE » du CPA 30 est engagée en Ouganda, voisin de l’Ituri, région en crise de la République Démocratique du Congo (RDC).

- 2006-2007 (Tchad, opération « Epervier ») : un détachement RESAL du CPA 30 (Recherche et sauvetage aérolarguée) est engagé au Tchad afin de disposer d’une capacité pour intervenir dans les montagnes du Tibesti, au Nord du pays.
- 2006 (Liban, opération « Baliste ») : les commandos du CPA 30 accompagnent le premier déploiement opérationnel de l’hélicoptère EC-725 Caracal de l’armée de l’air pour mener une mission d’évacuation de ressortissants français.
- 2011 (Libye, opération « Harmattan ») : le CPA 30 est déployé dès les premières heures de l’opération « Harmattan » en Libye. Ses commandos sont chargés de la récupération immédiate des équipages du Groupement aéromobile embarqué (GAE) mais aussi de la récupération et sauvetage au combat des équipages menant les opérations aériennes multinationales au-dessus du territoire libyen. Embarqués initialement sur le porte-avions Charles de Gaulle, les Groupes de récupération et sauvetage (GRS) du CPA 30 sont aussi engagés à bord des Bâtiments de projection et de commandement (BPC) de la marine nationale.
- 2013 (Mali, opération « Serval ») : dès le début de l’opération visant à lutter contre les groupes armés terroristes (GAT) du Nord Mali, les équipes TACP du CPA 30 sont engagées pour guider les aéronefs en appui des forces terrestres[8].

- 2014-2020 (Bande Sahélo-Saharienne, opération « Barkhane ») : le CPA 30 est engagé au titre des missions d’appui aérien rapproché, de reconnaissance de pistes et du combat commando au profit de l’armée de terre[9]. Le CPA 30 participe à des missions de contrôle de zones et de déminage dans le Nord Mali[10]. De 2013 à 2014, le CPA 30 est engagé au sein du détachement de liaison et d’appui opérationnel (DLAO) de Tessalit pour appuyer un bataillon tchadien de la MINUSMA[11]. Les commandos du CPA 30 sont également chargés d’appuyer les forces africaines dans le domaine du renseignement et du combat[12]. C’est dans la bande sahélo-saharienne (BSS) que le CPA 30 s’est avéré le plus efficace en quelques semaines, assurant notamment un tir d'arrêt sur un véhicule en mouvement. C’est, semble-t-il, le premier du genre réalisé par les CPA conventionnels depuis qu’ils déploient des Tireurs Embarqués Appui-feu Air-sol (TE AFAS) dans la BSS, soit 2015. Le MRS31 a également assuré un Saut Opérationnel grande Hauteur depuis un Caracal du "Pyrénées". Même s’il reste relativement réduit en effectif (six chuteurs, dans ce cas-ci), le saut fut une démonstration de plus de la capacité de diversification des missions des CPA. Sur cette opération, l’équipe a assuré une mission de renseignement de 36 heures, avant d’être récupérée par Caracal.

- 2015 (Levant, « Opération Chammal ») : le CPA 30 est déployé avec les hélicoptères PUMA de l’escadron d’hélicoptères EH 1/67 « Pyrénées ». Alors que le groupe aéronaval est déployé en Méditerranée orientale, le CPA 30 assure la mission de recherche et de sauvetage au combat à bord du porte-avions Charles de Gaulle[13]. Un détachement assure également la protection de la force stationnée sur la base aérienne projetée en Jordanie.
- 2019 (Jordanie) : à la suite de la capture et de l’exécution d’un pilote jordanien par l’organisation terroriste Daech en 2015, la Jordanie sollicite la France pour l’aider à développer une capacité CSAR. Un détachement d’instruction opérationnelle du CPA 30 est engagé dans ce cadre au profit des forces spéciales jordaniennes[14].

## Insignes
Les Fusiliers-commandos (FUSCO) sont coiffés d'un béret bleu foncé avec pour insigne une aile, une étoile et une dague, l'ensemble surbrochant une couronne. Ils peuvent se faire recourber l'extrémité de l'aile après leur premier saut en parachute, de même pour la dague après une marche de plusieurs dizaines de kilomètres : « L'étoile te guidera, l'aile te portera, le glaive te vengera, à travers le monde. ».
L'insigne de poitrine ou "pucelle" des fusiliers commandos de l'air est le Sicut Aquila (l'aigle fondant sur sa proie), en souvenir de l'insigne de la brigade parachutiste polonaise libre du général Stanisław Sosabowski en Écosse. Il fut porté jusqu'à la dissolution de l'unité en 1961.
L'insigne actuel reprend le thème de celui de l'ancienne 3e Région Aérienne, dont l'unité dépendait à sa reformation en 1994. Il y forme un "30" au travers d'une voilure de parachute stylisée formant le chiffre "3" et surplombant le "0" en fond. La voilure est retenue par une étoile évoquant, avec le glaive serré par l'aigle, les commandos parachutiste de l'air.

## Décorations et citations
- Croix de la Valeur militaire : le 19 septembre 2016 le CPA 30 a obtenu la fourragère aux couleurs de la croix de la valeur militaire, pour son action en Afghanistan et au Mali.
- Dans le cadre de sa participation à l’opération « Serval », le CPA 30 se voit décerner en 2014 une citation à l’ordre du corps aérien.

## Liste des Commandos de l'Armée de l'Air
- Commando parachutiste de l'air n° 10
- Commando parachutiste de l'air n° 20